# Premio de Solidaridad de Bremen
El  Premio de Solidaridad de Bremen es un galardón alemán para honrar y premiar el compromiso de personas y organizaciones que trabajan para superar la injusticia en las relaciones Norte - Sur y las consecuencias del colonialismo y el racismo. Con este propósito constituyó un Consejo del Premio de Solidaridad, conformado por representantes de la sociedad civil, políticos y grupos de derechos humanos locales que eligen a la persona u organización que recibirá el premio.
El Senado de la ciudad hanseática de Bremen, en el norte de Alemania creó en su sesión del 10 de noviembre de 1987.
El Premio que se otorga consiste en una estatua que representa a los famosos músicos de Bremen o musicantes así como una suma de dinero que inicialmente constaba de 5,000.00 euros, y que en febrero del 2011 se elevó a la suma de 10,000.00 Euros. La entrega del Premio, que se desarrolla en un acto solemne, se acompaña con una intensa campaña de difusión periodística de la trayectoria de los premiados, destacándose sus esfuerzos por la paz, la justicia y la defensa de los derechos humanos.
Premiados:
- 2013 Aminatou Haidar, marroquí implicado en los derechos humanos a favor de la causa de la República Árabe Saharaui Democrática.
- 2011 Maung Thura, actor comprometido en los esfuerzos en contra del SIDA en Burma.
- 2009 Immaculee Birhahek, por su apoyo a las iniciativas por los derechos de las mujeres en la República Democrática del Congo.
- 2006 Ana del Carmen Martínez, representante de las Comunidades de Paz y Carolina Pardo Jaramillo, misionera franciscana, ambas de Colombia.
- 2004 Elsa de Oesterheld (Argentina) representante de la Comisión de Madres y Familiares de los desaparecidos alemanes y Kuno Hauck (Alemania) vocero de la Coalición contra la Impunidad en Argentina.
- 2003 Sumaya Farhat-Naser (Palestina) y Gila Svirsky (Israel).
- 2001 Marguerite Barankitse y Melanie Ntahongendera, Ruanda.
- 1997 Nadjet Bouda (Argelia), Hetti Arachchi Indra Samanmalie (Sri Lanka) y Brigitte Erler (Alemania).
- 1995 Han Dong-Fang, China.
- 1994 Aung San Suu Kyi, Birmania
- 1992 Davi Copenawa, líder indígena Yanomami, Brasil.
- 1990 Obispo luterano Medardo E. Gómez y Tomasa de Jesús Ruiz, CRIPDES, El Salvador.
- 1988 Winnie Madikizela y Nelson Mandela, Sudáfrica.